# Krystyna Pieczyńska
Krystyna Pieczyńska z domu Rokicka (ur. 5 listopada 1949 w Dębnie) – polska samorządowiec i menedżer ochrony zdrowia, w latach 2001–2002 członek zarządu województwa zachodniopomorskiego I kadencji.

## Życiorys
Zdobyła wykształcenie wyższe magisterskie. Zawodowo pracowała jako menedżer w branży ochrony zdrowia. Przez ponad 25 lat (do 2020) zajmowała stanowisko dyrektor Zachodniopomorskiego Centrum Onkologii. 26 listopada 2001 została powołana na stanowisko członka zarządu województwa zachodniopomorskiego (w ramach koalicji SLD-PSL). Zakończyła pełnienie funkcji wraz z całym zarządem 9 grudnia 2002.
W 1997 odznaczona Złotym Krzyżem Zasługi za wzorowe, wyjątkowo sumienne wykonywanie obowiązków wynikających z pracy zawodowej. Wyróżniona także tytułem Menedżera Roku 2014 w Ochronie Zdrowia w kategorii Placówki Publiczne.